# Caroline Lambová
Lady Caroline Lambová (rozená Ponsonbyová; 13. listopadu 1785, Dorset – 26. ledna 1828, Londýn) byla anglicko-irská šlechtična a spisovatelka. 
Svého budoucího manžela Williama Lamba poznala ve skupině romantických radikálů, jejímiž členy byli i Percy Bysshe Shelley a George Gordon Byron. Provdala se za něj roku 1805. Následující rok porodila mrtvé dítě, v roce 1807 mentálně postiženého syna Georga Augusta Fredericka (zemřel po její smrti) a v roce 1809 dceru, která zemřela den po porodu. Caroline trpěla depresemi i různými fyzickými nemocemi. 
První skandální zmínka o manželství Williama Lamba pronikla na veřejnost v roce 1812, když Caroline v březnu navázala milostný poměr s Georgem Gordonem Byronem, který zdůvodňovala jako inspiraci ke své vlastní literární tvorbě. Když Byron v srpnu téhož roku Carolinu opustil, William Lamb se pokusil skandál ukončit tak, že manželku odeslal k příbuzným do Irska. Brzy na to se  manželé rozešli. 

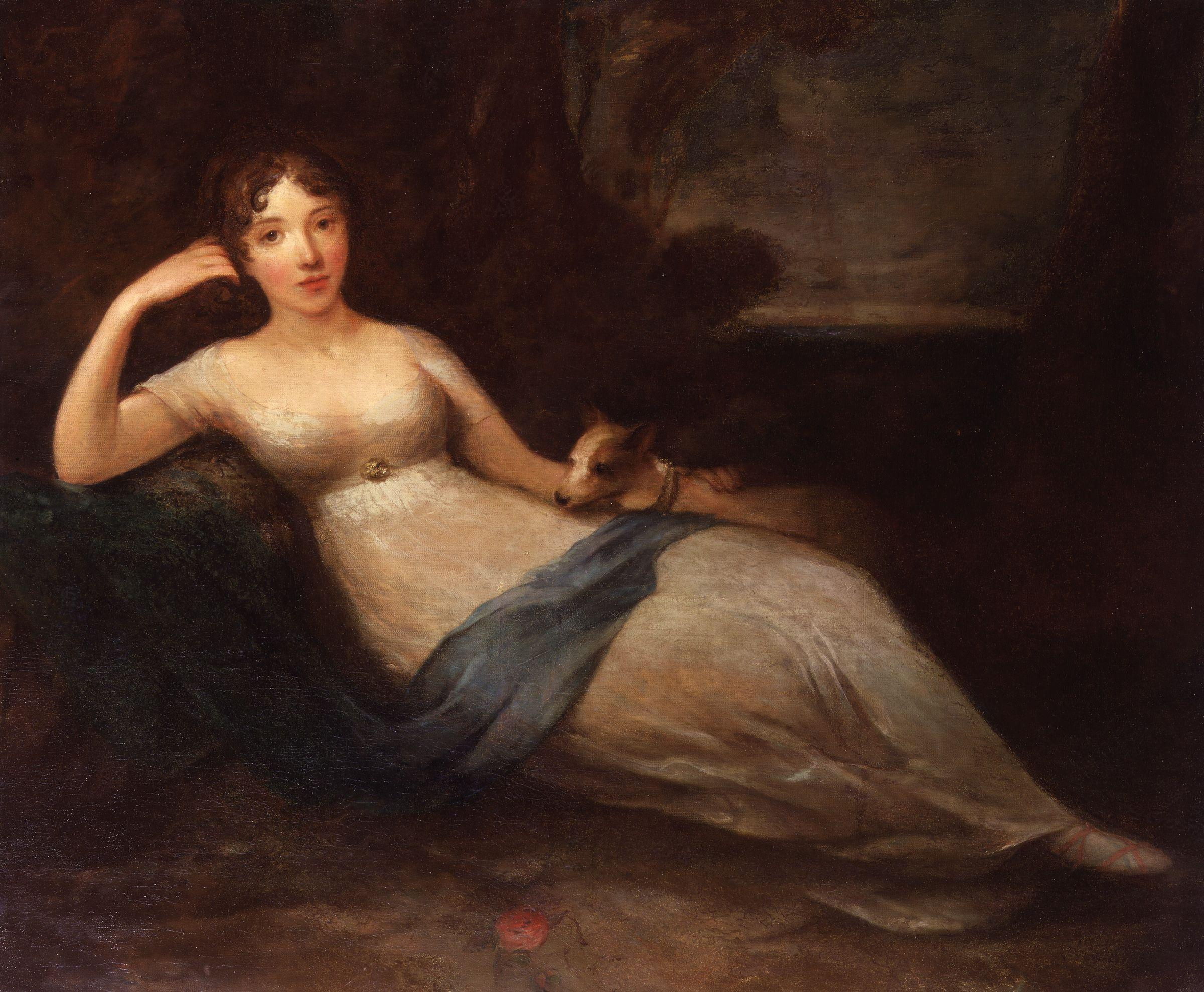
Portrét Caroliny Lambové od Elizy H. Trotterové, mezi 1810-1816

George Gordon Byron, který ji oslovoval zkratkou jejího jména Caro, ji údajně inspiroval k většině její literární tvorby. Po rozchodu o něm prohlásila, že je „šílený, zlovolný a je nebezpečné ho znát“. 
Spory bývalých milenců vyvrcholily na plese na počest vévody z Wellingtonu, když Byron paní Carolinu veřejně urazil. Odpověděla tak, že rozbila sklenici s vínem a pokusila se podřezat si střepem zápěstí. Vážně se nezranila a je velmi nepravděpodobné, že by měla sebevražedné úmysly, ale její pověst byla veřejně poškozena a ona označena za psychicky labilní. Sám Byron incident označil za divadelní představení slovy: „Lady Caroline předvedla scénu s dýkou“ (odkaz na Macbetha).
Posedlost lady Caroline Byronem definovala velkou část jejího pozdějšího života a ovlivnila jak její, tak Byronovy práce. Psali o sobě navzájem básně a dokonce do svých veršů vkládali sdělení jako do dopisů. Po zmařené návštěvě Byronova domova vepsala lady Caroline "Pamatuj si mě!" na titulní list jedné z Byronových knih. Odpověděl nenávistnou básní: "Pamatuj na sebe! Pamatuj na sebe! Dokud Léthe neuhasí žhnoucí proud života; Výčitky a hanba na tobě ulpí, a budou tě pronásledovat jako horečnatý sen! Pamatuj na sebe! Ano, nepochybuj o tom. Tvůj manžel  na tebe také nebude myslet, ani na tebe nevzpomene, ty falešná a hnusná".
Její sestřenice Harriet (nyní lady Granvilleová), jejíž blízký vztah k lady Carolině se od dětství postupně zhoršoval, při návštěvě v prosinci 1816 odsoudila její chování beze stop kajícnosti. Napsala v dopise své sestře, že další návštěvu plánuje až za rok. Podobně odsoudila Carolinu ve svých pamětech také spisovatelka Sydney Morganová.
Poslední léta lady Caroline trávila na venkovském panství Lambových Brocket Hall, kam jezdívala také královna Viktorie.
Při jednom ze státních banketů bylo pro Williama Lamba na stůl servírováno překvapení ve velké stříbrné terině. Po odkrytí víka se v ní objevila lady Carolina nahá. 
Holdovala alkoholu a kombinovala jej s laudanem, což vedlo k její předčasné smrti ve 42 letech. 

## Literární dílo
Její literární dílo je silně ovlivněno Byronovými vlastními literárními díly (kromě Byrona samotného je patrně první představitelkou byronismu), často přímo reaguje na jejich vztah (gotický román Glernavon, 1816; báseň New Canto, 1819). Patrně byla bisexuálka, ostatně podobně jako Byron sám. Jejich vztah je námětem řady děl, například filmu Lady Caroline Lamb z roku 1972.